# American Gothic (album)
Az 1972-es American Gothic David Ackles harmadik nagylemeze. A Billboard listáján csak a 167. helyig jutott. Szerepel az 1001 lemez, amit hallanod kell, mielőtt meghalsz című könyvben.

## Az album dalai
|     | Cím                         | Szerző(k)    | Hossz |
| --- | --------------------------- | ------------ | ----- |
| 1.  | American Gothic             | David Ackles | 3:22  |
| 2.  | Love's Enough               | Ackles       | 3:19  |
| 3.  | Ballad of the Ship of State | Ackles       | 4:21  |
| 4.  | One Night Stand             | Ackles       | 2:53  |
| 5.  | Oh, California!             | Ackles       | 2:41  |
| 6.  | Another Friday Night        | Ackles       | 4:32  |
| 7.  | Family Band                 | Ackles       | 2:38  |
| 8.  | Midnight Carousel           | Ackles       | 3:43  |
| 9.  | Waiting for the Moving Van  | Ackles       | 3:39  |
| 10. | Blues for Billy Whitecloud  | Ackles       | 2:41  |
| 11. | Montana Song                | Ackles       | 10:04 |